# Ars
Ars（アルス、1982年9月9日 - ）は、日本の手品師、マジシャン。本名は谷口 武（たにぐち たけし）。
マジック関連のレクチャー講師、商品開発アドバイザー、映像制作等の活動もしている。大阪府出身。

## 芸風
仕掛けを使わないでテクニックのみで行なう「スライハンドマジック」を得意にする。
中でも、高い技術を必要とする「ギャンブリングテクニック」や「フラリッシュ」を駆使したカードマジックは専門家の評価も高く、メディアにも多数出演している。
カードで行なうジャグリング「フラリッシュ」は日本における第一人者。

## 来歴
- 1997年 - 15歳から本格的にマジックをはじめる。
- 2008年2月 - 日本人初となるフラリッシュDVD「UNNATURALS[2]」を発表。

## 受賞歴
- 2013年 - 日本クロースアップマジシャンズ協会[3]  - 「Best Close up Magician 賞」受賞[要出典]
- 2016年 - 日本クロースアップマジシャンズ協会[3]  - 「Best Close up Magician 賞」受賞[要出典]

## テレビ出演
- スッキリ（日本テレビ）2019年3月29日放送[4]
- 7.2新しい別の窓（abemaTV）#13 東西マジック頂上決戦①
- TEGIWA （テレビ朝日）
- TEGIWA2 （テレビ朝日）
- キスマイ魔ジック （テレビ朝日）
- アレはスゴイはず！？ （テレビ朝日）
- キャスト （朝日放送）
- 百識王 （フジテレビ）
- 人類最古のエンターテインメント!マジック4000年の歴史 （BS日テレ）
- 次世代マジシャン神業列伝 第5弾 （BS日テレ）